# Інерта (одиниця вимірювання)
Інерта або технічна одиниця маси — похідна одиниця маси в системі МКГСС. Позначається як т. о. м. Інерта — це маса, якій сила в 1 кгс надає прискорення 1 м/c².
Історія появи інерти як одиниці маси зумовлена тим, що на початку застосування метричної системи кілограм сприймали як одиницю ваги, а не маси. Таким чином, в системі МКГСС основними одиницями вимірювання виявилися метр як одиниця довжини, кілограм-сила як одиниця сили та секунда як одиниця часу, а одиниця маси в цій системі одиниць стала похідною одиницею. 
Зв'язок інерти з одиницями системи SI: 1 т. о. м. = 1 кгс/(м/с2) = 9,80665 Н/(м/с2) = 9,80665 кг.
Зв'язок з основними одиницями системи МКГСС: 1 т. о. м. = 1 кгс·м-1·с2.
Система МКГСС була запропонована в середині XIX століття. В Радянському Союзі використовувалася обмежено в 60-х роках XX століття. Однак некратність інерти кілограму порушувапа метричність системи одиниць. Наряду з деякими іншими недоліками системи МКГСС це призвело в середині XX століття до виходу цієї системи, а разом з нею і інерти, зі вжитку. Наразі інерта представляє лише історичний інтерес як приклад звивистих шляхів пошуку істини в науці.